# 빅스버그 전투
빅스버그 회전은 남북 전쟁 중의 전투이다. 이 전투에서 포트 헨리 전투와 포트 도넬슨 전투에서 승리를 이끌었던 유능한 사령관 율리시스 그랜트가 이끄는 북군이 승리해 그랜트 장군의 유능함이 증명되었다.

## 배경
당시 미국 미시시피주 미시시피 강변에 위치한 빅스버그 시는 멤피스와 뉴올리언스 중간 지점에 있어 전략적으로 중요한 곳이었다.
1862년 봄에 남부 연합은 테네시주의 포트 헨리 요새, 포트 도넬슨 요새, 뉴올리언스를 차례로 잃자 빅스버그를 중요 거점으로 삼았다. 북군의 목표는 미시시피강을 건너 남부 연합을 둘로 나누는 것이었고 남군은 빅스버그 시 의 지형을 이용해 포대를 설치하여 강변을 강화했다.
북군의 철갑선은 포대 공격을 돌파할 수는 있었으나 그 도시를 파괴시키지는 못해 한 달 뒤에 철수했다. 1862년 겨울 동안 북군은 빅스버그를 돌파하지 못하고 그랜트 장군의 인기가 떨어지고 있을 때 그랜트 장군은 새로운 작전을 구사했다.

## 전투 과정
1863년 4월 16일 미시시피강 상류에 있던 함대 중 일부가 빅스버그 배치 포대를 돌파했고 4월 18일에는 4척의 보트가 큰 너벅선을 이끌고 뒤따랐다. 그랜트 장군은 강을 가로질러 남쪽 브루인스버그에서 그 배들과 합류했다.
4월 29일 밤에 함대는 포대를 돌파하는 데 성공하고 부대를 강 건너편 15km 아래에 배치해 그랜트 장군은 재빨리 이동해 5월 2일 깁슨 항을 점령하고 5월 3일 그랜트 걸프에 도착해 가까이 있던 조지프 E. 존스턴 장군이 합류하는 것을 막을 수 있었다.

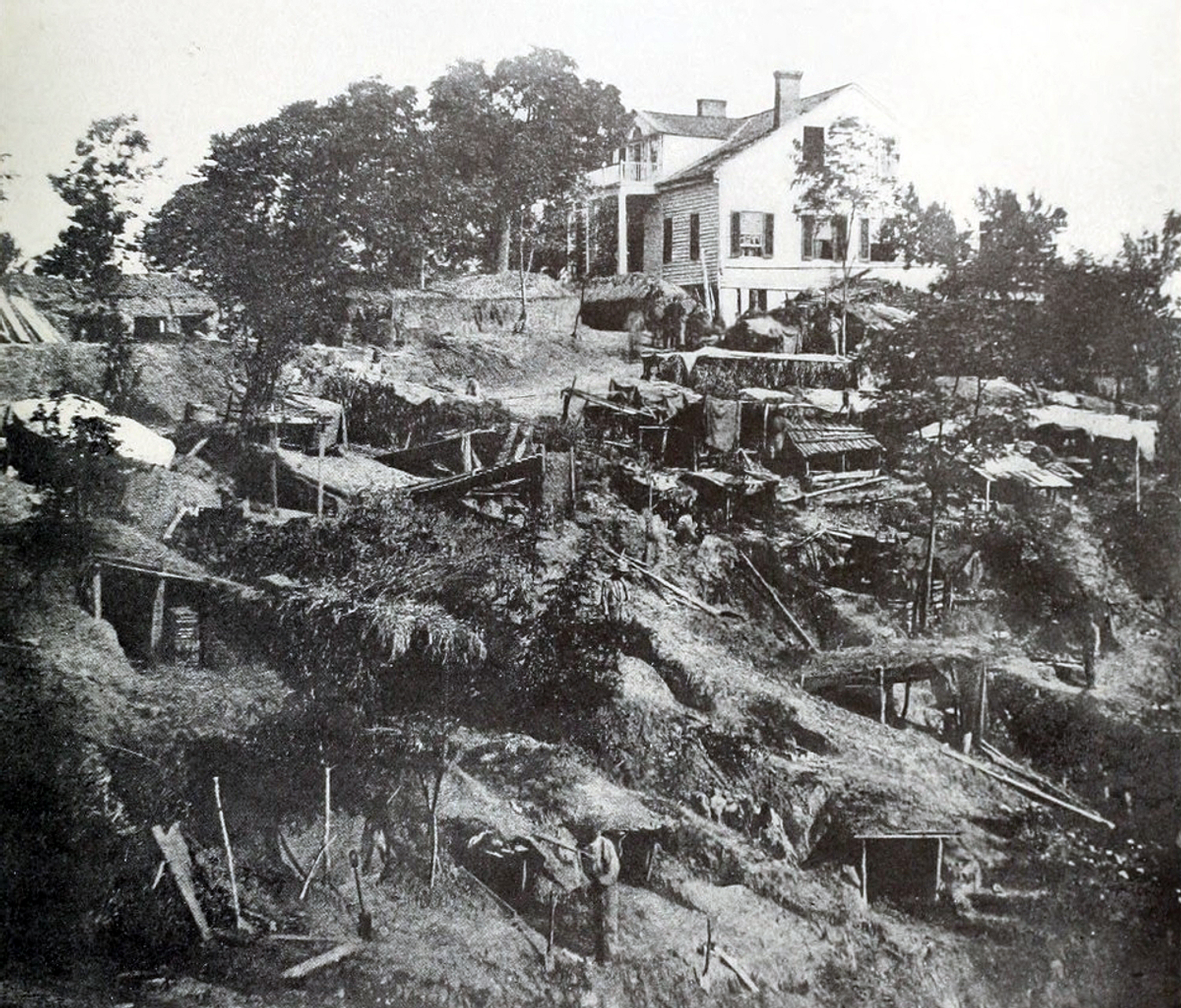
양측 군대의 전투로 페허가 된 빅스버그

남부 연합의 대통령 제퍼슨 데이비스는 존 C. 펨버턴 장군을 시켜 어떤 희생을 치르더라도 빅스버그를 사수하라는 전문을 보냈다. 그러나 5월 14일 그랜트 장군의 공격으로 쫓겨난 존스턴 장군의 증원군이 도착할 때까지는 항복하는게 유리하다는 판단을 내렸고 펨버턴 장군이 존스턴 장군을 돕기 위해 빅스버그에서 나왔으나 서쪽에서 그랜트 장군과 마주쳐 다시 빅스버그로 돌아갔다. 5월 18일 그랜트 장군은 병력과 군수물자를 빅스버그 후위에 배치해 펨버턴 장군의 군대는 빅스버그에 고립되었다.
그랜트 장군은 포위 전술을 써 7월 3일 포위부대가 남군 전선에 접근해 존스턴 장군은 펨버턴으로부터 구원을 받을 수 없는 상황이었고 펨버턴 장군도 루이지애나로 퇴각할 수 없었다. 결국 7월 4일 펨버턴은 3만 명의 군사와 함께 항복했고 북군이 승리했다.
북군은 미시시피강을 지배하여 남부 연합을 둘로 갈라놓았고 빅스버그 전투는 남북 전쟁의 전환점이 되어 에이브러햄 링컨 대통령은 그랜트를 주목했다.

## 같이 보기
- 셸비 푸트
- 윈스턴 그룸